# Gepag

Gepag-Flagge

Die Großeinkaufs- und Produktions-Aktiengesellschaft deutscher Konsumvereine (Gepag) war von 1923 bis zur Gleichschaltung durch die Nationalsozialisten im Jahr 1933 die Waren- und Wirtschaftszentrale der auf der christlich-gewerkschaftlichen Tradition beruhenden Konsumgenossenschaften.

## Geschichte
Die Gepag ging 1923 aus der 1912 gegründeten Groß-Einkaufs-Zentrale deutscher Konsumvereine (GEZ) hervor. Sie war das Gegenstück der „schwarzen Konsumgenossenschaftsbewegung der Kölner Richtung“, zur „roten Großeinkaufs-Gesellschaft Deutscher Consumvereine GmbH“, der Hamburger Richtung. Im Zuge der nationalsozialistischen Gleichschaltung im Jahr 1933 ging sie im Reichsbund der deutschen Verbrauchergenossenschaften GmbH (GEG) auf. 

## Die Gepag-Flagge
Das geschützte Warenzeichen der Gepag für ihre Eigenverpackungen war das Wort „Gepag“ mit der Flagge, die sogenannte Gepag-Flagge. Sie sollte für Güte und Preiswürdigkeit stehen. Die Initiative zur Einführung der Eigenmarke mit der Gepag-Flagge kam von Fritz Klein.